# Waldemar Haffkine
Waldemar Mordechai Wolff Haffkine (Ukraïens: Володимир Мордехай-Вольф Хавкін; Russisch: Вальдемар Мордехай-Вольф Хавкин; 15 maart 1860, Odessa – 26 oktober 1930, Lausanne) was een Oekraïens-Russische bacterioloog, die zich aan het Institut Pasteur specialiseerde in de microbiologie. Hij werd bekend om zijn sera tegen de cholera en de pest.
Omdat in die tijd (eind 19e eeuw) deze ziekten vele slachtoffers maakte in Brits-Indië, zette hij daar een vaccinatieprogramma op met inheemse artsen. Hij werd met wantrouwen ontvangen door de bevolking en door de koloniale overheid. Toen een van zijn Indiase medewerkers door slordigheid het vaccin verontreinigde en er enige doden vielen, werd het programma door de Britten stopgezet (1903) en mocht hij geen vaccins meer produceren. John Maynard Keynes sprak van de medische versie van het Dreyfus-schandaal.